# Casey DeSmith
Casey Thomas DeSmith (* 13. August 1991 in Rochester, New Hampshire) ist ein US-amerikanischer Eishockeytorwart, der seit Juli 2024 bei den Dallas Stars in der National Hockey League (NHL) unter Vertrag steht. Zuvor verbrachte er acht Jahre in der Organisation der Pittsburgh Penguins und spielte eine Saison für die Vancouver Canucks.

## Karriere

### Jugend und Universität

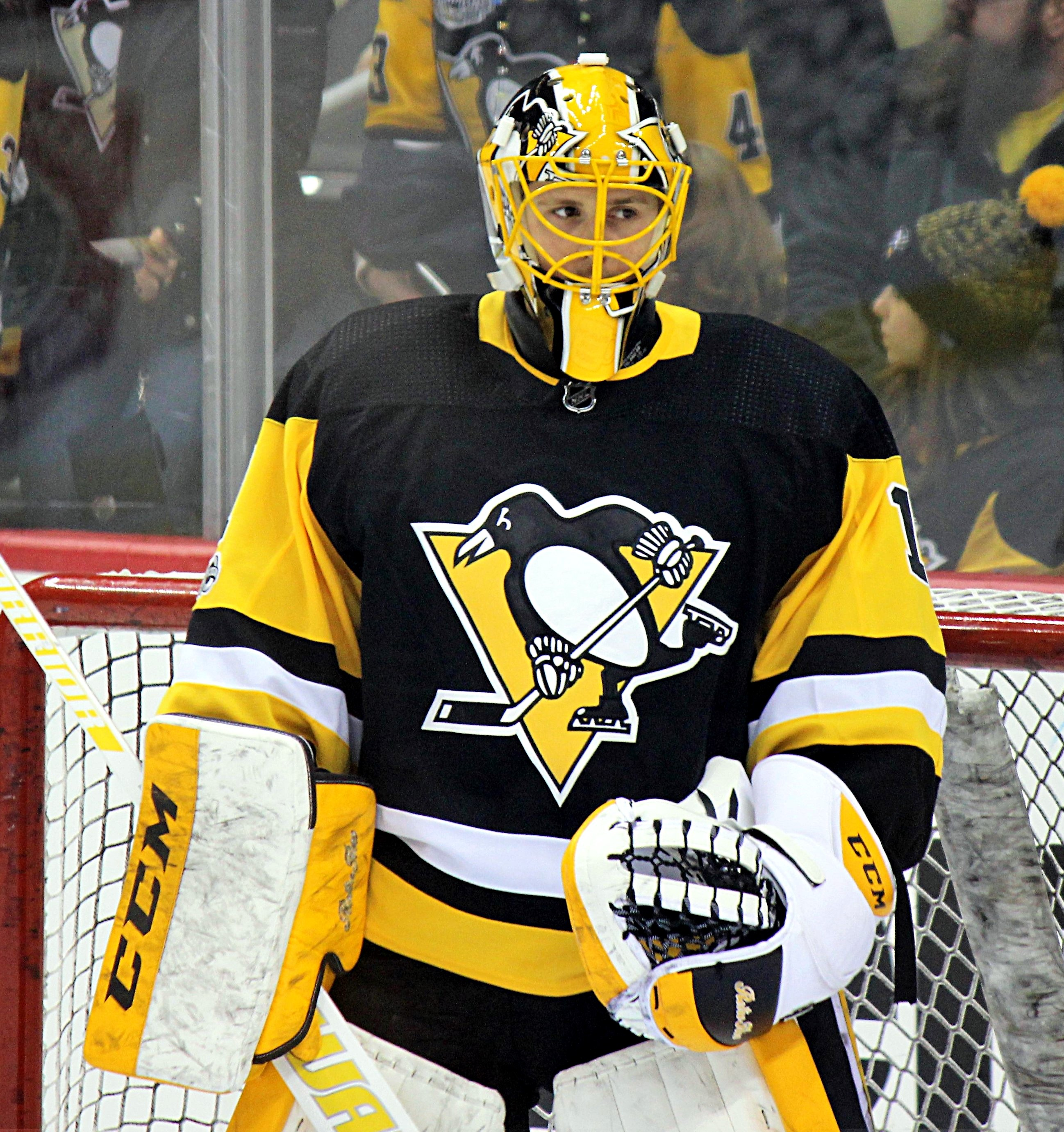
DeSmith im Trikot der Pittsburgh Penguins (2017)

Casey DeSmith wurde in Rochester geboren und besuchte in seiner Jugend die Berwick Academy sowie die Deerfield Academy, zwei prestigeträchtige Privatschulen, für deren Eishockey-Teams er in regionalen High-School-Teams auflief. Zur Saison 2009/10 wechselte er zu den Indiana Ice in die United States Hockey League (USHL), die ranghöchste Juniorenliga der Vereinigten Staaten. In Indiana war er zwei Jahre aktiv, bevor er in seine Heimat zurückkehrte und sich an der University of New Hampshire einschrieb. Für deren Wildcats lief er fortan in der Hockey East auf, einer Liga der National Collegiate Athletic Association (NCAA), und verzeichnete als Rookie eine Fangquote von 92,6 %, sodass man ihn ins Hockey East All-Rookie Team wählte. Anschließend stieg der US-Amerikaner in New Hampshire zum etatmäßigen Stammtorhüter auf und bestätigte seine Leistungen aus seinem Freshman-Jahr, ohne dabei jedoch in einem NHL Entry Draft berücksichtigt zu werden.
Nach einem Vorfall im August 2014 wurde DeSmith wegen des Verdachts auf häusliche Gewalt gegenüber seiner Lebensgefährtin von der University of New Hampshire suspendiert. Obwohl die erhobenen Vorwürfe gegen ihn im Rahmen einer Anhörung fallen gelassen wurden (abgesehen von disorderly conduct) und er als Student an die Hochschule zurückkehren durfte, blieb er vom Spielbetrieb der Wildcats gesperrt. Demzufolge absolvierte der Torwart in der Spielzeit 2014/15 kein Pflichtspiel, während ihm die NCAA nachfolgend verwehrte, sein viertes College-Jahr in der folgenden Saison an einer anderen Universität zu verbringen, sodass DeSmith zur Spielzeit 2015/16 in den Profibetrieb wechselte und sich den Wheeling Nailers aus der ECHL anschloss.

### Pittsburgh Penguins
Bei den Wheeling Nailers überzeugte DeSmith, sodass er bereits im Dezember 2015 erstmals in der ranghöheren American Hockey League (AHL) beim Kooperationspartner der Nailers zum Einsatz kam, den Wilkes-Barre/Scranton Penguins. Beide Mannschaften fungieren als jeweilige Farmteams der Pittsburgh Penguins aus der National Hockey League (NHL). Zur Saison 2016/17 etablierte sich der Torwart in Wilkes-Barre/Scranton und gewann gemeinsam mit seinem Teamkollegen Tristan Jarry den Harry „Hap“ Holmes Memorial Award als Torhüterduo mit dem besten Gegentorschnitt, während er darüber hinaus ins AHL All-Rookie Team gewählt wurde. Infolgedessen unterzeichnete DeSmith im Juli 2017 einen NHL-Einstiegsvertrag bei den Pittsburgh Penguins. Sein Debüt in der höchsten Liga Nordamerikas gab er schließlich im Oktober 2017 und kommt dort seither regelmäßig – oft im Wechsel mit Tristan Jarry – als Backup von Matt Murray zum Einsatz. Zudem war er beim AHL All-Star Classic 2018 vertreten. Mit Beginn der Spielzeit 2018/19 setzte er sich im Konkurrenzkampf gegen Jarry durch und verbrachte die gesamte Saison im NHL-Aufgebot der Penguins, bevor er im Folgejahr wieder ausschließlich in der AHL auflief. Im weiteren Verlauf etablierte sich DeSmith im NHL-Aufgebot der Penguins, allerdings ausschließlich als Nummer zwei hinter Tristan Jarry.

### Montréal, Vancouver und Dallas
Nach acht Jahren in der Organisation der Penguins wurde DeSmith im August 2023 an die Canadiens de Montréal abgegeben. Mit ihm wechselten Jeff Petry, Nathan Légaré und ein Zweitrunden-Wahlrecht im NHL Entry Draft 2025 nach Montréal, während die Penguins Mike Hoffman und Rem Pitlick erhielten. Hoffman wurde dabei direkt in einem weiteren Tauschgeschäft genutzt, um Erik Karlsson von den San Jose Sharks zu verpflichten. Etwa einen Monat später und somit noch in der gleichen Preseason gaben ihn die Canadiens an die Vancouver Canucks ab und erhielten im Gegenzug Tanner Pearson sowie ein Drittrunden-Wahlrecht im Draft 2025.
In Vancouver war DeSmith ein Jahr aktiv, ehe er im Juli 2024 als Free Agent zu den Dallas Stars wechselte. Dort unterzeichnete er einen Dreijahresvertrag.

### International
Für sein Heimatland debütierte DeSmith im Rahmen der Weltmeisterschaft 2023, als er mit dem US-amerikanischen Team den vierten Platz belegte. Als Stammtorhüter bestritt er dabei im Gespann mit Cal Petersen und Drew Commesso sieben der zehn Turnierspiele.

## Erfolge und Auszeichnungen
- 2012 Hockey East All-Rookie Team
- 2017 Harry „Hap“ Holmes Memorial Award (gemeinsam mit Tristan Jarry)
- 2017 AHL All-Rookie Team
- 2018 Teilnahme am AHL All-Star Classic

## Karrierestatistik

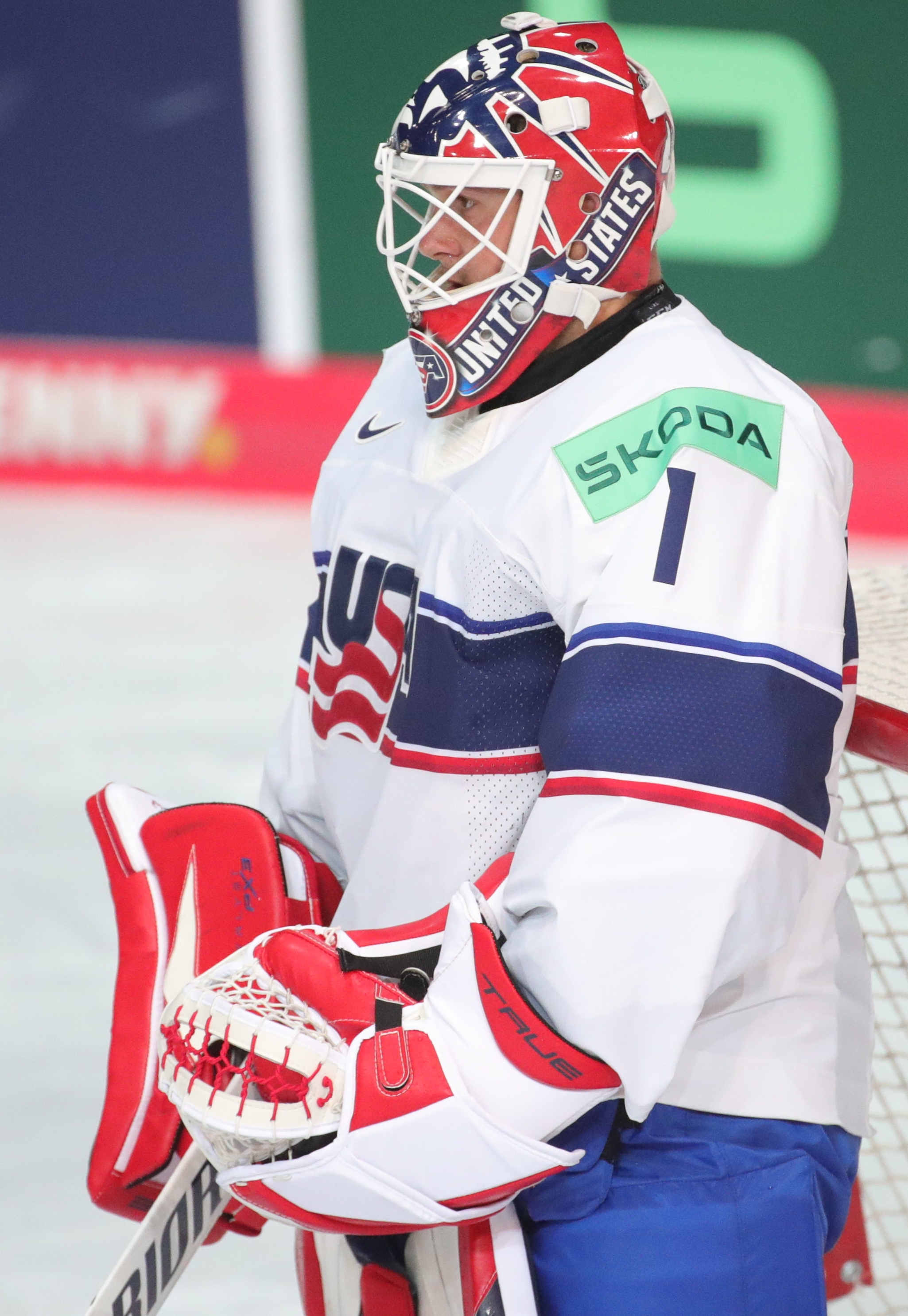
DeSmith als Torwart der US-amerikanischen Nationalmannschaft (2023)

Stand: Ende der Saison 2024/25

### International
Vertrat die USA bei:
- Weltmeisterschaft 2023

(Legende zur Torhüterstatistik: GP oder Sp = Spiele insgesamt; W oder S = Siege; L oder N = Niederlagen; T oder U oder OT = Unentschieden oder Overtime- bzw. Shootout-Niederlage; Min. = Minuten; SOG oder SaT = Schüsse aufs Tor; GA oder GT = Gegentore; SO = Shutouts; GAA oder GTS = Gegentorschnitt; Sv% oder SVS% = Fangquote; EN = Empty Net Goal; 1 Play-downs/Relegation; Kursiv: Statistik nicht vollständig)